# De'voreaux White
De'voreaux White (Los Angeles, 6 augustus 1965) is een Amerikaans acteur, die met name in de jaren 80 erg actief was. Hij speelde toen rollen in films als Die Hard, The Blues Brothers en Action Jackson.
Zijn laatste werk stamt alweer uit 2000, toen hij een rolletje speelde in de film Shadow Hours.
Al met al speelde White mee in bijna 25 producties.

## Filmografie
- Aunt Mary (televisiefilm, 1979) – Wally
- The Blues Brothers (1980) – jonge gitaardief
- Beulah Land (miniserie, 1980) – Abraham
- Leave 'em Laughing (televisiefilm, 1981) – Ralph
- T.J. Hooker (televisieserie) – Stevie Pine (afl. "Second Chance", 1982)
- Quincy, M.E. (televisieserie) – Ethan Kellogg (afl. "Baby Rattlesnakes", 1983)
- Hill Street Blues (televisieserie) – jongen (afl. "Moon Over Uranus: The Final Legacy", 1983)
- M.A.D.D.: Mothers Against Drunk Drivers (televisiefilm, 1983) – Jerome
- Max Dugan Returns (1983) – jongen (een van de basketbalvangende jongens)
- Places in the Heart (1984) – Wylie
- Highway to Heaven (televisieserie) – Terry (afl. "As Difficult as ABC", 1985)
- The Children of Times Square (televisiefilm, 1986) – C.J.
- 227 (televisieserie) – Harvey (afl. "Come Into My Parlor", 1986)
- The Room Upstairs (televisiefilm, 1987) – Jack
- Stingray (televisieserie) – Darvell Keyes (afl. "Blood Money", 1987)
- Action Jackson (1988) – Clovis
- Die Hard (1988) – Argyle
- Split Decisions (1988) – Coop
- In the Heat of the Night (televisieserie) – Albert Tolliver (afl. "Gunshots", 1989)
- Out on the Edge (televisiefilm, 1989) – Lonnie
- Head of the Class (televisieserie) – Aristotle McKenzie (afl. onbekend, 1989–1991)
- Frankenstein: The College Years (televisiefilm, 1991) – Kingston Sebuka
- Trespass (1992) – Lucky
- Shadow Hours (2000) – tweede travestiet

- Library of Congress Control Number: no2003065156
- Virtual International Authority File: 39066823
- WorldCat: E39PBJgxpdwvpPPDgx4QhctdwC